# Most im. gen. Antoniego Madalińskiego
Most im. gen. Antoniego Madalińskiego – podwieszony most drogowy przez rzekę Narew w Ostrołęce, zbudowany w latach 1994–1996. Początkowo ostrołęcki Urząd Wojewódzki planował, iż w miejscu obecnego mostu powstanie jedynie kładka, która połączyłaby stare centrum miasta z prawobrzeżnymi terenami zalewowymi. Zamiar ten jednak nie został zrealizowany, natomiast zdecydowano się na budowę nowego mostu, będącego alternatywą dla pozostającego w remoncie starego mostu na drodze krajowej Warszawa-Augustów. Most Madalińskiego stanowi jedną z najbardziej charakterystycznych wizytówek Ostrołęki.

## Konstrukcja

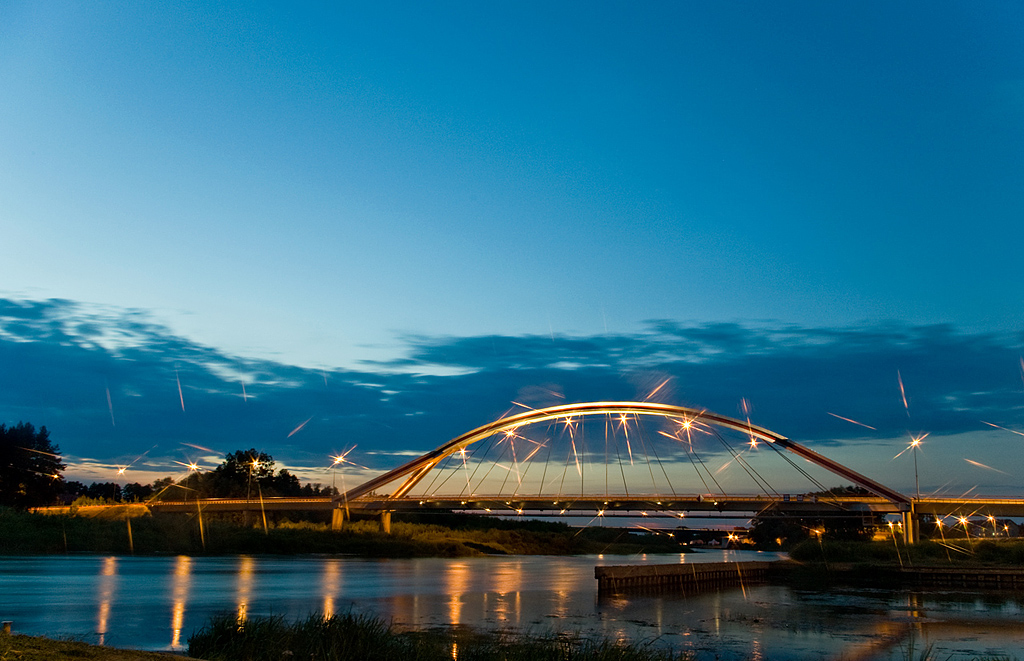
Most Madalińskiego nocą

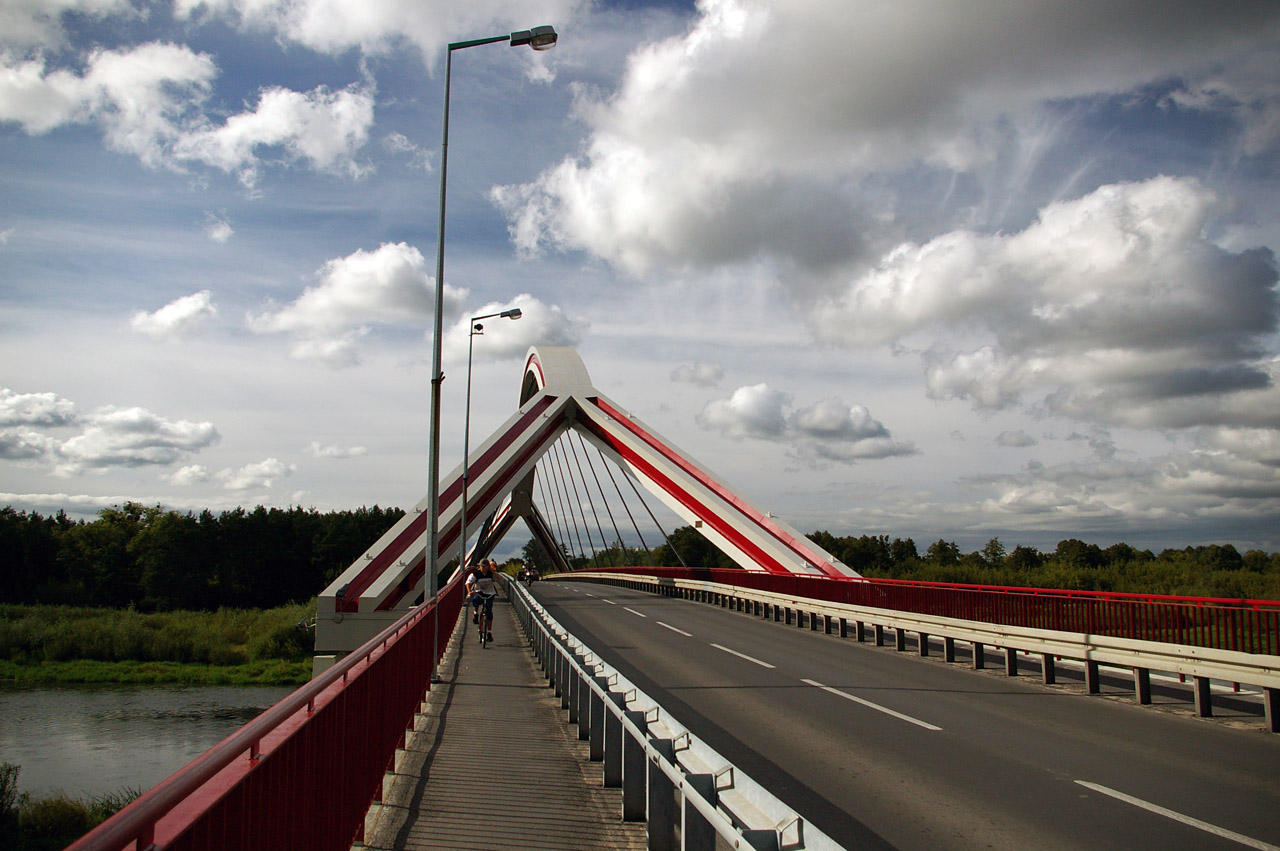
Most Madalińskiego

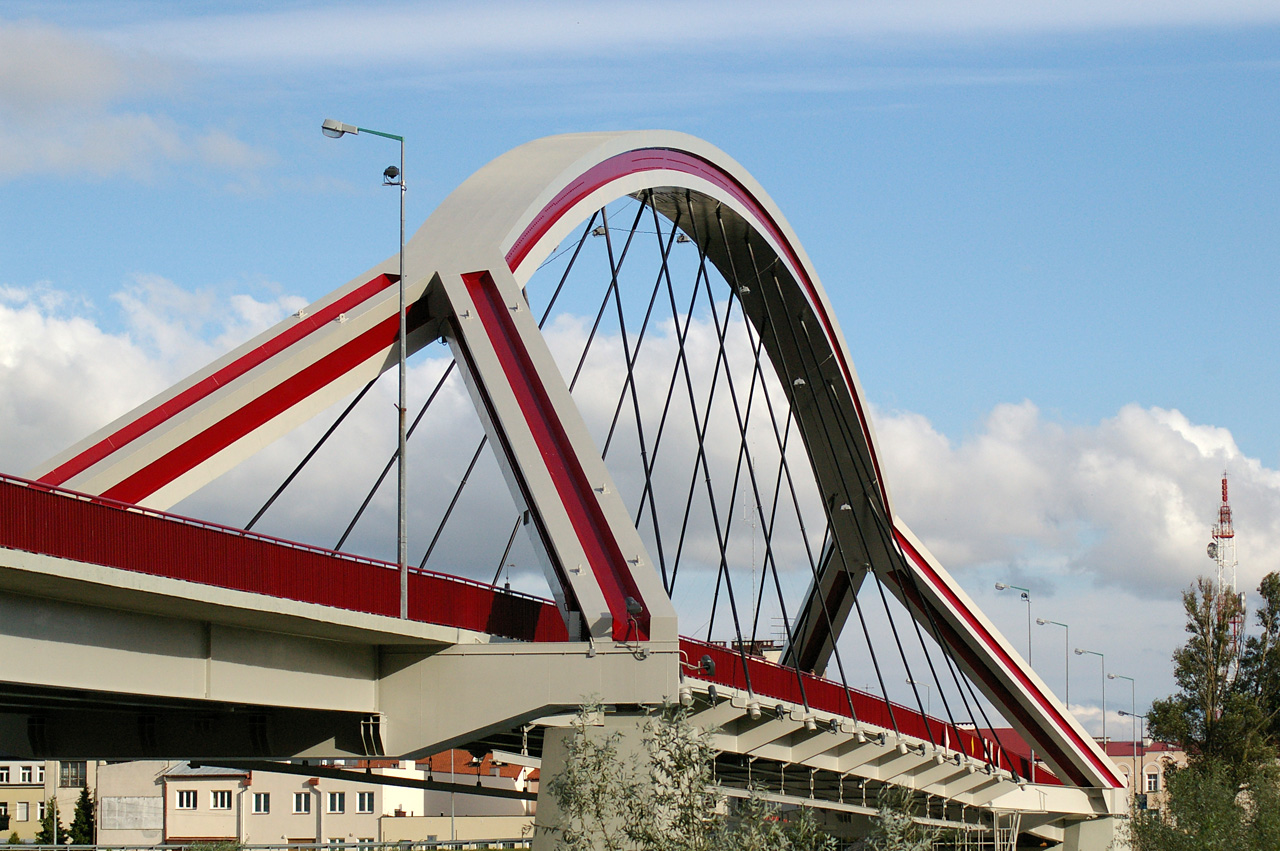
Most Madalińskiego

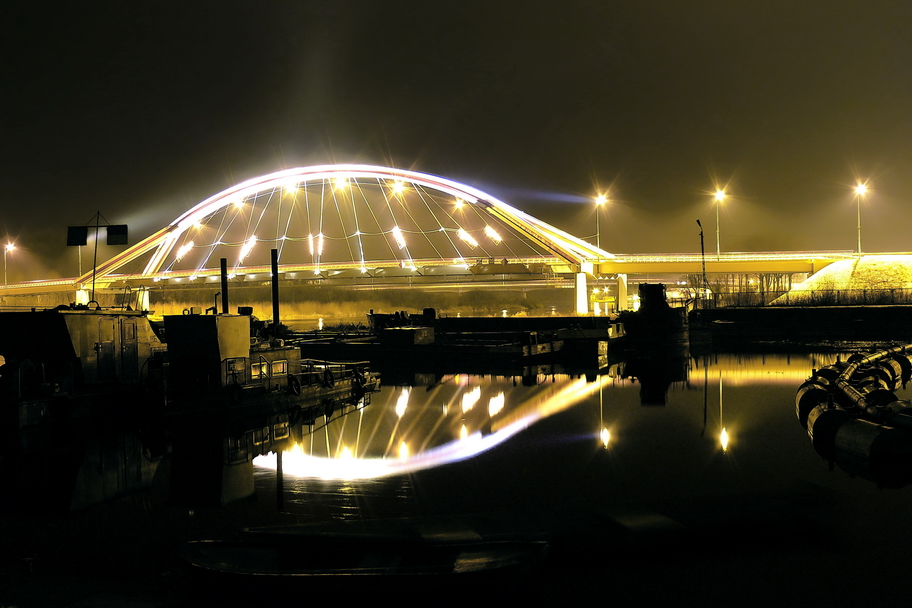
Most Madalińskiego na rzece Narwi w Ostrołęce nocą

Most wzorowany jest na starych konstrukcjach mostów na linii kolejowej Bombaj – Kalkuta, ale przede wszystkim na moście Barqueta w Sewilli, zbudowanym z okazji wystawy EXPO 1992. Most Madalińskiego to jedna z niewielu tego typu konstrukcji w Polsce. Podwieszony został na łuku dziesięcioma parami lin, a całość oparta jest za pomocą łożysk na czterech podporach betonowych umiejscowionych po obu stronach rzeki. Składa się z czterech przęseł o rozpiętościach 32 + 110 + 32 + 32 m. To, co szczególnie wyróżnia tę konstrukcję spośród innych zlokalizowanych w dolnym biegu Narwi i innych podobnych rzek w Polsce, to brak podpór usytuowanych w wodzie. Projektantem mostu jest dr hab. inż. Marek Jan Łagoda – specjalista z warszawskiego Instytutu Badawczego Dróg i Mostów.

## Patron
Patronem mostu jest generał Antoni Józef Madaliński, słynny polski dowódca wojskowy. W 1794 r. wówczas brygadier A. Madaliński wyprowadził z Ostrołęki do Krakowa polskie wojsko, co dało początek insurekcji kościuszkowskiej.